# 陽川郷校駅
陽川郷校駅（ヤンチョンヒャンギョえき）は、大韓民国ソウル特別市江西区加陽洞にあるソウル地下鉄9号線の駅。駅番号は(906)。

## 駅構造
相対式ホーム2面2線を有する地下駅で、フルスクリーンタイプのホームドアが設置されている。ホーム中程に改札口へ通じる階段とエレベータがある。
改札口は一ヶ所、化粧室は改札外に1ヶ所、出口は8番まである。

### のりば
| 上り | 9号線 | 金浦空港・開花方面                     |
| 下り | 9号線 | 汝矣島・高速ターミナル・総合運動場方面 |

| ホーム | 駅名標 | 駅名標 (麻谷ナル駅開業後) |

## 駅周辺
- 宮山近隣公園
- ミズメディ病院
- ソウル陽川初等学校
- 城才中学校
- 陽川古城址
- 加陽1洞住民センター
- 陽川郷校[1]

## 歴史
- 2008年9月18日 -  陽川郷校駅に駅名が確定[2]。
- 2009年7月24日 - 開業。

## 利用状況
近年の一日平均利用人員推移は下記のとおり。
なお、9号線の2009年は開業日の7月24日から12月31日までの161日間を基準にしたものである。
| 路線  | 路線     | 2000年 | 2001年 | 2002年 | 2003年 | 2004年 | 2005年 | 2006年 | 2007年 | 2008年 | 2009年 | 出典  |
| ----- | -------- | ------ | ------ | ------ | ------ | ------ | ------ | ------ | ------ | ------ | ------ | ----- |
| 9号線 | 乗車人員 | 未開業 | 未開業 | 未開業 | 未開業 | 未開業 | 未開業 | 未開業 | 未開業 | 未開業 | 4,317  | [ 3 ] |
| 9号線 | 降車人員 | 未開業 | 未開業 | 未開業 | 未開業 | 未開業 | 未開業 | 未開業 | 未開業 | 未開業 | 3,836  | [ 3 ] |
| 9号線 | 乗降人員 | 未開業 | 未開業 | 未開業 | 未開業 | 未開業 | 未開業 | 未開業 | 未開業 | 未開業 | 8,153  | [ 3 ] |
| 路線  | 路線     | 2010年 | 2011年 | 2012年 | 2013年 | 2014年 | 2015年 | 2016年 | 2017年 | 2018年 | 2019年 | 出典  |
| 9号線 | 乗車人員 | 5,153  | 5,558  | 6,209  | 6,695  | 6,945  | 7,070  | 7,429  | 7,848  | 8,152  | 8,675  | [ 3 ] |
| 9号線 | 降車人員 | 4,686  | 5,178  | 5,996  | 6,496  | 6,777  | 6,956  | 7,327  | 7,798  | 8,186  | 8,771  | [ 3 ] |
| 9号線 | 乗降人員 | 9,840  | 10,736 | 12,205 | 13,191 | 13,724 | 14,028 | 14,756 | 15,646 | 16,338 | 17,446 | [ 3 ] |

## 隣の駅
ソウル市メトロ9号線
 9号線
急行
通過
一般（各駅停車）
麻谷ナル駅 (905) - 陽川郷校駅 (906) - 加陽駅 (907)